# Giriasih (Purwosari)
Giriasih is een bestuurslaag in het regentschap Gunung Kidul van de provincie Jogjakarta, Indonesië. Giriasih telt 1448 inwoners (volkstelling 2010).